# Charles Hammond
Charles Hammond (* 1853 oder 1854; † nach 1889) war ein englischer Bordellbetreiber des späten 19. Jahrhunderts. Er war einer der ersten, die ein Bordell speziell für eine homosexuelle Klientel eröffneten. Dies war besonders riskant, da Homosexualität im Britischen Königreich dieser Zeit gewöhnlich mit Gefängnis und gesellschaftlicher Ächtung geahndet wurde, wie das berühmte Beispiel Oscar Wilde zeigt.
Hammond richtete sein Etablissement 1884 in der Cleveland Street 19 in London ein. Trotz oder vermutlich gerade wegen der hohen Illegalität der Sache, wurde es schnell bis in die höchsten Kreise bekannt – so soll nach Gerüchten zeitweilig selbst Prinz Albert Victor, Sohn des damaligen Thronfolgers und späteren Königs Eduard VII., zur Stammklientel gehört haben, auch wenn eine Beteiligung des Prinzen im Verlauf des Cleveland-Street-Skandals, der auf die Entdeckung des Bordells durch die Polizei folgte, nie erwähnt wurde.